# Mohammad Omar
Mohammad Omar (ur. w 1959 w Node koło Kandaharu, zm. 23 kwietnia 2013 w Karaczi lub w prowincji Zabul) – afgański mułła, polityk i duchowny narodowości pasztuńskiej, wieloletni przywódca talibów.
Uczestniczył w walkach z Armią Radziecką podczas wojny afgańskiej w szeregach Ruchu Rewolucji Islamskiej (Harakat-i Inquilab-i Islami) Nabi Mohammadiego. W 1994 roku razem z grupą swoich uczniów powołał do życia nowe ugrupowanie zbrojne – talibów, którzy po kilkuletniej wojnie domowej zdobyli w 1996 Kabul i przejęli władzę w kraju. Wówczas mułła Omar ogłosił się głową państwa i przyjął tytuł amir al-muminin (arab. wódz wiernych), stając się przywódcą Afganistanu, którym pozostawał do czasu obalenia rządu talibów w wyniku amerykańskiej interwencji zbrojnej w 2001 roku. Odtąd poszukiwany był przez władze afgańskie i oddziały międzynarodowe stacjonujące w Afganistanie. On sam ukrywał się, najprawdopodobniej w górach na pograniczu afgańsko-pakistańskim i kierował oddziałami talibów usiłujących odzyskać władzę. Według doniesień ze stycznia 2002 udało mu się zbiec na motocyklu z oblężonej kryjówki.
W listopadzie 2008 otrzymał propozycję uzyskania azylu w Arabii Saudyjskiej.

## Śmierć
Omar zmarł w kwietniu 2013 roku. Okoliczności jego śmierci nie są pewne. Afgańskie źródła rządowe podają, że zmarł na gruźlicę w szpitalu w Karaczi. Jednak inne źródła, m.in. holenderska dziennikarka Bette Dam, twierdzą, że nie opuścił on nigdy Afganistanu i zmarł w prowincji Zabul, niedaleko amerykańskiej bazy wojskowej. Pojawiały się też teorie, że został on zastrzelony przez Achtara Mansura, który później zajął jego miejsce.
Śmierć Omara była trzymana w tajemnicy przez talibów przez dwa lata, dopóki nie została ujawniona w lipcu 2015 r. przez Narodową Dyrekcję Bezpieczeństwa Afganistanu.